# Poppo I van Grabfeld
Poppo I van Grabfeld (geb ca. 790) was een vooraanstaande Frankische edelman in het begin van de 9e eeuw en de grondlegger van de dynastie van de Babenbergers.
Poppo wordt voor het eerst vermeld in 819. Hij was graaf van Grabfeld, Saalgau en Tullifeld, en markgraaf van Friesland. In 838 leidde hij samen met Gebhard van de Lahngouw, Adalbert van Metz en Otgar van Mainz, aartsbisschop van Mainz, het verzet tegen Lodewijk de Duitser die tegen Lodewijk de Vrome in opstand was gekomen. In 839 wordt hij nog genoemd bij een goederenruil maar als Lodewijk de Duitser zijn landsheer is geworden, verliest hij zijn vooraanstaande positie.
Poppo wordt genoemd als zoon van Bubo en Williswind. Bubo wordt in 797 vermeld bij een goederenruil. Bubo was zoon van Walah (zoon van Franco en Eulalia) en Eggiwiz (dochter van Theodo en Ada). Williswind was vermoedelijk een dochter of kleindochter van Cancor. Zij zijn ouders van:
- Poppo II, hertog van de Sorbenmark en de Beierse Nordmark.
- Hendrik van Babenberg, de belangrijkste legeraanvoerder van Lodewijk III de Jonge en Karel de Dikke

Sommige bronnen stellen dat Poppo en Williswind niet de ouders maar de grootouders van Poppo II en Hendrik waren, maar dat lijkt moeilijk te verenigen met de chronologie.